# Simití (ort)
Simití är en ort i Colombia.   Den ligger i departementet Bolívar, i den norra delen av landet, 400 km norr om huvudstaden Bogotá. Simití ligger 48 meter över havet och antalet invånare är 6 670. Den ligger vid sjön Ciénaga Simití.
Terrängen runt Simití är platt åt sydost, men åt nordväst är den kuperad. Runt Simití är det glesbefolkat, med 19 invånare per kvadratkilometer. Närmaste större samhälle är Santa Rosa del Sur, 12,2 km väster om Simití. Trakten runt Simití består huvudsakligen av våtmarker.